# Libera tumuloides
Libera tumuloides је пуж из реда Stylommatophora и фамилије Charopidae.

## Угроженост
Ова врста је изумрла, што значи да нису познати живи примерци.

## Распрострањење
Кукова острва су била једина позната природна станишта врсте.

## Станиште
Врста Libera tumuloides је имала станиште на копну.